# 长安区 (石家庄市)
长安区是河北省石家庄市下辖的一个市辖区。长安区位于省会石家庄市区东北部，面积138.31平方公里。长安区是省会政治、经济、文化中心，石家庄市党政机关和中央省市新闻单位、文艺团体、科研单位大多位于该区。區人民政府駐裕华东路123号。

## 地理位置
长安区是石家庄市的主城区，北邻滹沱河，东靠藁城区，西接新华区，南边与裕华区、桥西区接壤，总面积138.31平方公里。

## 行政区划
长安区下辖12个街道办事处、4个镇：
建北街道、青园街道、广安街道、育才街道、跃进街道、河东街道、长丰街道、谈固街道、中山东路街道、阜康街道、建安街道、胜利北街道、西兆通镇、南村镇、高营镇和桃园镇。

## 人口
截至2020年11月1日零时，根據第七次全国人口普查顯示：长安区常住人口1059572人。

## 医疗
长安区的医疗资源主要有以下医院：
- 河北省中医院
- 河北医科大学第四医院
- 石家庄市中医院
- 石家庄市第四医院
- 石家庄市人民医院
- 石家庄市第三医院

## 交通

### 国道
- 307国道
- 107国道

### 高速公路
- 黄石高速

### 道路
- 和平路
- 中山路
- 北二环路
- 丰收路
- 古城东路
- 太行大街
- 天山大街
- 新城大道
- 东二环北路
- 谈固大街
- 建华大街
- 体育大街
- 建设大街
- 广安大街
- 平安大街
- 胜利北街
- 解放大街

### 铁路
- 京广铁路
- 石德铁路
- 石济客运专线
- 京广高速铁路

### 地铁
- 石家庄轨道交通1号线
- 石家庄轨道交通2号线

### 客运站
- 运河桥客运站
- 白佛客运站

### 公共交通枢纽
1. 白佛客运站：地铁、公交、客运
2. 谈固公交枢纽站：地铁、公交（公交主枢纽）[5]

## 文化遗址
- 南杨庄仰韶文化遗址